# Povodně ve střední Evropě 2009
Ve střední Evropě došlo na konci června 2009 k povodni. V důsledku meteorologické situace se rozvodnily vodní toky v povodí Labe, Odry, Visly a Dunaje.
Pod vlivem tlakové níže se středem nad Balkánským poloostrovem, po jejímž okraji proudil teplý a vlhký vzduch od jihovýchodu, byla oblast střední Evropy od 22. června 2009 zasažena vysokými srážkovými úhrny. Lokálně se vyskytovaly bouřky s nárazovým větrem a kroupami a přívalové deště, které přinesly 20–80 mm během jedné až šesti hodin. V Česku si povodně vyžádaly třináct lidských životů, což znamená třetí nejhorší katastrofu tohoto druhu v zemi od roku 1993. Oběti na životech byly rovněž v Polsku, Rakousku a na Slovensku.

## Povodí Labe
Vysoké srážkové úhrny na Šumavě a v Novohradských horách trvající od 22. června rozvodnily řeky pramenící v těchto pohořích. Dopoledne 23. června byl vyhlášen stav ohrožení na čtyřech tocích – Černé, Zlatém potoce, Blanici a Malši, v 17 hodin téhož dne platil třetí povodňový stupeň na Blanici a na Malši, druhé stupně platily na Blanici v Blanickém a Podedvorském mlýně, na Zlatém potoce v Hracholuskách, na Bezdrevském potoce v Netolicích, na Malši v Roudném, Kaplici a Římově a na Černé v Líčově. Třetí povodňový stupeň přetrvával 25. června dopoledne na dvou místech v jižních Čechách, na Blanici v Husinci a na Malši v Roudném. Vltavou v Českém Krumlově 25. června večer protékalo 63 m³/s, což je šestinásobek normálního stavu. Na rozvodněné Vltavě v té době utonul jeden z tříčlenné posádky raftu, který se převrhl ve Větřní.
Od 27. června večer byl přerušen provoz na železniční trati 198 mezi stanicemi Volyně a Lčovice.

## Povodí Odry a Visly

### Polsko
V Polsku v Dolním Slezsku a na jihovýchodě země v okolí města Řešov byla 23. června na dvou místech vyhlášena hrozba povodní (v Mościsku na řece Piławě a v Lubachówě na Bystrzyci), na 14 dalších nutnost ostražitosti. V některých ulicích dolnoslezské Svídnice sahala voda po kolena, postižená byla i města Valbřich a Jelení Hora. Ve Walimu spadlo 60 mm. Povodně v Polsku si vyžádaly jednu lidskou oběť.

### Česko
Večer 24. června a v noci na 25. června způsobily místní přívalové lijáky rozvodnění menších toků v povodí Odry. Nejvíce postižené bylo Novojičínsko. V okolí Hodslavic spadlo během dvou hodin až 80 mm srážek a prudce se zvedly hladiny říček Jičínka a Zrzávka. Hladina Jičínky stoupla o více než 5,5 metru, byla dva metry nad stoletou vodou, o půlnoci z 24. na 25. června už klesala. Obec Jeseník nad Odrou tvrdě zasáhl příval vody z potoka Luha, během půl hodiny jeho hladina stoupla až o dva metry. Povodně na Novojičínsku si vyžádaly devět lidských životů: v Jeseníku nad Odrou tři lidé utonuli a jedna žena zemřela na následky zdravotních komplikací v době, kdy se k ní nemohli dostat záchranáři, v Novém Jičíně utonuli dva lidé, v Životicích jeden, v Kuníně zemřel vyčerpáním sedmdesátiletý muž, ke kterému se nedostali záchranáři, stejný osud potkal osmdesátiletou ženu v Bernarticích. Obrovské škody napáchaly povodně dále v obcích Bludovice, Žilina, Hodslavice a Mořkov.
Od 26. června večer byl přerušen železniční provoz na trati 295 v úseku Vápenná – Javorník ve Slezsku, na trati 296 Velká Kraš – Vidnava, od 24. června večer na trati 278 Suchdol nad Odrou – Nový Jičín město, od 25. června na trati 323 v úseku Valašské Meziříčí – Hostašovice a na trati 326 v úseku Nový Jičín horní nádraží – Hostašovice. Omezen byl provoz na koridorové trati 270 v úseku Přerov – Bohumín kvůli vyřazení jedné koleje v úseku Hranice na Moravě – Suchdol nad Odrou. Na tratích 278 a 326 se předpokládá výluka až do konce července.

### Slovensko
Na Dunajci se 29. června při prudké bouřce, která vyvolala na řece silné vlny, o skály rozlomil výletní vor. Český turista ve věku 73 let utonul, dalších pět lidí se zranilo. Pátrání po těle oběti komplikovaly povodně, které region v uplynulých dnech postihly.

## Povodí Dunaje

### Německo
Na některých místech Bavorska spadlo od rána 22. června 75 mm za 24 hodin. Na vrcholku nejvyšší německé hory Zugspitze přibylo 60 centimetrů nového sněhu. Hladiny řek začaly výrazně stoupat, první záplavy se objevily už v noci na 23. června.

### Rakousko
Nepřetržité srážky prudce zvýšily hladinu Dunaje i hladiny dalších řek. Ve Vídni 23. června voda zaplavila depozitář galerie Albertina. V Dolních Rakousích povodeň zasáhla 13 z 21 okresů, nejvíce postižené byly okresy Melk, Kremže, Amstetten a Tulln. Záplavy postihly také Horní Rakousy. V Korutanech a Tyrolsku byly kvůli sesuvu půdy a rozlité vodě neprůjezdné některé silnice.
V jižní části spolkové země Burgenland byly třemi povodňovými vlnami během pěti dnů (třetí vlna přišla v noci na 28. června) zasaženy město Güssing a obec Strem, kde bylo těžce poškozeno šedesát domů. Mnoho lidí tu přišlo o celý svůj majetek.
Po prudkém dešti v noci z 27. na 28. června opět a velmi rychle stoupla voda v okrese Amstetten. V obci Allhartsberg utonul šestnáctiletý mladík. Smetla ho voda a jeho tělo bylo nalezeno u odvodňovací roury. V okrese bylo také zaznamenáno několik sesuvů půdy, kvůli nimž byly uzavřeny místní komunikace. Odříznuta byla obec Aschbach, protože silnice zablokovaly nánosy bahna, v jednom místě silnici zavalilo 200 m³ vlhké zeminy.
Kvůli bouřkám a silným lijákům se na některých místech Rakouska záplavy zopakovaly i 30. června. Nejhorší byla situace v dolnorakouském St. Pöltenu, kde úřady vyhlásily krizový stav. Na metr čtvereční tu spadlo 164 litrů vody. Mnohé ulice a silnice musely být uzavřeny.

### Česko
Na Vsetínsku se večer 24. června vylilo několik toků a zaplavily až stovky domů. Hladina Rožnovské Bečvy ve Valašském Meziříčí stoupla za večer o 120 cm a průtok se zvýšil desetinásobně. Řada úseků silnic mezi Vsetínem, Valašským Meziříčím a Rožnovem pod Radhoštěm se ocitla pod vodou. V Zubří bylo utopeno několik aut. Ve Valašském Meziříčí přívalová vlna odnesla osobní automobil, jeho řidič následně zemřel na infarkt, v Černotíně utonul jeden muž.